# Jean Wahl
Pour les articles homonymes, voir Wahl (homonymie).
Jean André Wahl (né le 25 mai 1888 à Marseille et mort le 19 juin 1974 à Paris 9e) est un philosophe français. Il est professeur à la Sorbonne de 1936 à 1967, sauf durant la Seconde Guerre mondiale, où il fut d'abord exclu de l'enseignement supérieur puis arrêté et interné au camp de Drancy, enfin remis en liberté fin 1941 à la suite d'une épidémie de dysenterie. Il passa vers la zone sud puis vers les États-Unis, d'où il ne revient qu'après la fin de la guerre.

## Biographie et travaux
Jean Wahl naît au sein d'une famille juive sécularisée. Il poursuit ses études à l'École normale supérieure (promotion 1907), puis il est reçu premier au concours d'agrégation de philosophie en 1910, et il est pensionnaire de la Fondation Thiers avant la guerre de 1914. Il commença sa carrière en tant que disciple d'Henri Bergson. Pionnier dans le domaine des études américaines, il publie en 1920 sa thèse sur les philosophies pluralistes d'Angleterre et d'Amérique, dans laquelle il analyse en détail le pluralisme de William James, dans une réflexion qui se prolongera, par une réflexion sur l'idée d'unité cette fois, dans son étude du Parménide de Platon. Il introduisit une nouvelle lecture de la pensée hégélienne en France, à partir du motif de la « conscience malheureuse », dans les années 1930, avant même les célèbres conférences d'Alexandre Kojève. Il fut aussi un grand défenseur de la pensée de Kierkegaard. Ces engagements, qui s'expriment dans ses deux livres Le Malheur de la conscience dans la philosophie de Hegel (1929) et les Études kierkegaardiennes (1938) furent très controversés, dans le climat de la pensée dominante de l'époque. Il influença un certain nombre d'importants penseurs, tel Emmanuel Levinas, Édouard Glissant, Jean-Paul Sartre et son opposant intellectuel Jacques Laurent  ou Gilles Deleuze ; il fut l'ami notamment de Vladimir Jankélévitch. Il est traditionnellement reconnu comme étant un philosophe de la pensée non systématique, et favorisant l'innovation et le concret. Il a également une œuvre poétique (il a publié dans la revue Fontaine de Max-Pol Fouchet pendant la guerre) et a publié des articles sur Pierre Jean Jouve dont il était l'ami.
L'avancée allemande le pousse à l'exode jusqu'à Bayonne, en juin 1940. De retour à la fin de l'été à Paris, il ne peut retrouver son poste en Sorbonne car les professeurs israélites sont exclus. Il est également exclu de l’École normale supérieure par Jérôme Carcopino, le directeur, qui a fait appliquer le Statut des juifs « sans grande pression de la part du gouvernement »,,.
Il poursuit ses cours dans un appartement de l'hôtel des Beaux-Arts, non loin de l'université, jusqu'à ce que se pose la question de la préservation du fonds Brunschvicg, pour laquelle ses amis le pressent d'intervenir. Convoqué à la Gestapo le 31 juillet 1941 et interrogé par les services du commissaire allemand aux affaires juives à Paris, Theodor Dannecker, il est détenu à la prison de la Santé jusqu'à la mi-septembre, puis interné au camp de Drancy jusqu'au début du mois de novembre 1941. Rendu à la liberté par une épidémie de dysenterie qui touche tout le camp et inexplicablement laissé libre de ses mouvements, il est sur le point d'être repris comme otage, et sans doute fusillé, lorsqu'il est prévenu par l'assistante sociale du camp de Drancy, Annette Monod en décembre 1941. Il peut ainsi s'enfuir à temps. Il passe la ligne de démarcation avec l’aide de son frère et séjourne quelques mois à Lyon où il est hébergé par le doyen de la faculté de Lettres et, selon un normalien de passage, il est en butte aux difficultés matérielles et hésite. Carcopino, depuis l’ENS, l’empêche de participer aux jurys de thèses proposés par le doyen.
Il embarque à Marseille en juin 1942 pour le port de Casablanca. A son arrivée, il est arrêté mais libéré immédiatement sur l'intervention d'un proche du général Giraud, Pierre Boutang, et débarque à Baltimore le 31 juillet 1942.
Lors de son exil aux États-Unis, pendant la Seconde Guerre mondiale, Wahl fonda l'École libre des hautes études à New York, avec l'aide de Gustave Cohen et de la Fondation Rockefeller. Plus tard, à l'université de Mount Holyoke où il avait un poste, il met en place les Décades de Mount Holyoke, connues aussi sous le nom de Pontigny-en-Amérique, des rencontres sur le modèle de celles organisées par Paul Desjardins entre 1910 et 1939 sur le site de l'abbaye cistercienne de Pontigny en Bourgogne. Ces fructueuses rencontres regroupent nombre d'intellectuels français en exil et des Américains tels que Marianne Moore, Wallace Stevens et Roger Sessions. Wahl traduisit d'ailleurs nombre de poèmes de Stevens en français.
En janvier 1947 il fonde le  Collège philosophique (en) et dirige la Revue de métaphysique et de morale à partir de 1950. Il publie ainsi en 1956 Vers la fin de l'ontologie, issu d'un séminaire annuel commentant le cours de 1935 de Heidegger, Introduction à la métaphysique. Il sera président de la Société française de philosophie à la mort de Gaston Berger.
Il reçoit le Grand Prix littéraire de la Ville de Paris le 17 juin 1971. Il avait épousé Marcelle Sicard (1915-2002).

## Œuvres
- Les philosophies pluralistes d'Angleterre et d'Amérique, 1920 
  - rééd., avec une préface de Thibaud Trochu, Les Empêcheurs de penser en rond, 2005
- Du rôle de l'idée d'instant dans la philosophie de Descartes, 1920 
  - rééd., avec une préface de Frédéric Worms, Descartes & Co, 1994
- Le malheur de la conscience dans la philosophie de Hegel, Paris, Rieder, 1929.
- Étude sur le Parménide de Platon, Paris, Rieder, 1930
- Vers le concret, Vrin, 1932 
  - rééd. avec un avant-propos de Mathias Girel, Vrin, 2004.
- Connaître sans connaître, Paris, GLM, 1938
- Études kierkegaardiennes, 1938 ; Prix Bordin de l’Académie française en 1939
  - rééd. Hachette, 1998
- Les Problèmes platoniciens : La République, Euthydème, Cratyle, Paris, CDU, 3 fasc., 1938-1939.
- Existence humaine et transcendance, Neufchâtel, La Baconnière, 1944.
- Poèmes, Montréal, L'Arbre, 1945.
- Tableau de la philosophie française, Gallimard, 1946.
- Introduction à la pensée de Heidegger, Cours en Sorbonne, 1946 ;
  - rééd. Le Livre de Poche, 1998.
- Petite histoire de l'existentialisme, Paris, L'Arche, 1947.
- Poésie, pensée, perception, Paris, Calman-Levy, 1948.
- Jules Lequier, La Baconnière, 1948.
- La pensée de l'existence, Paris, Flammarion, Bibliothèque de philosophie scientifique, 1951.
- La Pensée de Heidegger et la poésie de Hölderlin, Paris, Centre de documentation universitaire, 1952 (Cours de la Sorbonne).
- Traité de Métaphysique, 1953.
- La structure du monde réel d'après N. Hartmann, Paris: Centre de documentation universitaire, 1953. (Cours de la Sorbonne enseigné en 1952).
- La théorie des catégories fondamentales dans Nicolai Hartmann, Paris: Centre de documentation universitaire, 1954. (Cours de la Sorbonne enseigné en 1953).
- La philosophie de l'existence, 1954.
- Les aspects qualitatifs du réel. I. Introduction, la philosophie de l'existence; II. Début d'une étude sur Husserl; III. La philosophie de la nature de N. Hartmann, Paris: Centre de documentation universitaire 1955. (Cours de la Sorbonne enseigné en 1954).
- Vers la fin de l'ontologie, 1956.
- La pensée philosophique de Nietzsche des années 1885-1888, Paris, Centre de documentation universitaire Tournier & Constans, 1959 (Les cours de Sorbonne)
- L'expérience métaphysique, 1964.
- Cours sur l’athéisme éclairé de Dom Deschamps, 1967.
- Esquisse pour une histoire de « l'existentialisme », L'arche, 2002.
- Lettres à Paul Tuffrau (1907-1960), L'Harmattan, 2018.

## Entretiens
- Conférence sur Radio-Canada abordant les liens entre la philosophie et la poésie[19]